# Nikolaj Konstantinovič Čerkasov
Nikolaj Konstantinovič Čerkasov (Николай Константинович Черкасов; San Pietroburgo, 27 luglio 1903 – Mosca, 14 settembre 1966) è stato un attore sovietico.
Čerkasov ebbe il titolo di "artista nazionale dell'URSS", venne insignito dell'Ordine di Lenin, ottenne più volte il premio Stalin e fu infine deputato al Soviet Supremo.

## Biografia
Tra i massimi interpreti russi del grande schermo, aveva la grande capacità di compenetrarsi in profondità, anche fisicamente, nei più disparati personaggi storici. Attore di scuola tradizionale ottocentesca, seppe sfruttare con abilità gli insegnamenti del grande regista teatrale russo Konstantin Stanislavskij. Rigoroso in tutte le sue interpretazioni, che erano il frutto di una complessa elaborazione culturale, recitava con raro vigore ed era dotato di un'enorme capacità di comunicazione. Giunse al cinema dopo una carriera teatrale iniziata a 15 anni come ballerino e generico d'opera, continuata sul palcoscenico di prosa e nel circo con parti in prevalenza grottesche, e sfociata agli inizi degli anni trenta nei modi del realismo.
Approdò al cinema nel 1926, ma giunse al successo internazionale un decennio dopo con Il deputato del Baltico (1936) di Iosif Chejfic e Aleksandr Zarchi. Da allora prese a interpretare magistralmente grandi personaggi della storia russa antica e recente Pietro il Grande (1937-1939) di Vladimir Petrov, Aleksandr Nevskij (1938) e Ivan il Terribile, ambedue di Sergej Michajlovič Ėjzenštejn, Lenin nel 1918 (1939) di Michail Romm, in cui impersonava Maksim Gor'kij, L'accademico Ivan Pavlov (1949) di Grigorij L'vovič Rošal', Don Chisciotte (1957) di Grigorij Kozincev.

## Filmografia parziale
- Il poeta e lo zar, regia di Evgenij Červjakov e Vladimir Gardin (1927)
- I figli del capitano Grant, regia di Vladimir Vajnštok (1936)
- Il deputato del Baltico, regia di Aleksandr Zarkij e Josif Chejfic (1937)
- Pietro il Grande, regia di Vladimir Petrov (1938)
- Lenin nel 1918, regia di Michail Romm (1939)
- Ivan il Terribile, regia di Sergej Michajlovič Ėjzenštejn (1944)
- Pirogov, regia di Grigorij Kozincev (1947)
- L'accademico Ivan Pavlov, regia di Grigorij Rošal' (1949)
- La battaglia di Stalingrado, regia di Vladimir Petrov (1949)
- Musorgskij, regia di Grigorij Rošal' (1950)
- Rimskij-Kosarkov, regia di Grigorij Rošal' (1952)
- Don Chisciotte (Дон-Кихот), regia di Grigorij Kozincev (1957)
- La congiura dei Boiardi, regia di Sergej Michajlovič Ėjzenštejn (1958) (realizzato nel 1946)

## Doppiatori italiani
- Emilio Cigoli in Aleksandr Nevskij, La congiura dei Boiardi
- Adolfo Geri in Ivan il Terribile